# Bernhard 1. af Sachsen
Hertug Bernhard 1. af Sachsen (født omkr. 950, død 9. februar 1011) var hertug af Sachsen fra 973 til 1011. Han var søn af Hermann Billung og Oda. Han blev udnævnt til hertug af Sachsen i 973 af den tysk-romerske kejser Otto 2. som den første af Huset Billung. 
Han kæmpede mod danerne under deres invasioner i 974, 983 og 994. I striden om arvefølgen i det Tysk-romerske rige efter Otto 2.'s død støttede han dennes søn Otto 3. i kampen med Henrik 2. af Bayern. I 986 blev han udnævnt til marskal, og i 991 og 995 deltog han i kejser Otto 3.'s felttog mod slaverne. Han øgede gradvist sin magt i forhold til kejseren, således at hvor hans far havde været kejserens repræsentant overfor sachserne, blev han sachsernes repræsentant overfor kejseren.
Han var gift med Hildegard af Stade, datter af grev Henrik 1. af Stade. Sammen fik de børnene: 
- Herman (død ung)
- Bernhard, hertug af Sachsen 1011-1059
- Thietmar (død 1048)
- Gedesdiu (eller Gedesti) (død ca. 1040), abbedisse i Metelen (fra 993) og Herford (fra 1002)